# Nowości (dziennik)
Nowości (Nowości – Dziennik Toruński) – dziennik wydawany w Toruniu przez Polska Press sp. z o.o. Siedziba redakcji znajduje się przy ul. Grudziądzkiej 46/48.

## Historia
„Nowości” zaczęły się ukazywać pod koniec 1967 roku, pierwszy oficjalny numer został wydany na przełomie 1967 i 1968 roku. Był to pierwszy tytuł prasowy w Polsce Ludowej wydawany w mieście powiatowym. Pierwotnie „Nowości” była popołudniową, z czasem została przekształcona w gazetę poranną.
Siedziba redakcji dziennika kilkakrotnie się zmieniała. Pierwsza siedziba mieściła się przy ul. Mostowej 32 na Starym Mieście. Ponadto przy ul. Bydgoskiej 56 (niezachowanym) mieściła się siedziba redakcji nocnej, gdzie przygotowywano makiety stron, zawożonych następnie do drukarni w Bydgoszczy. W gmachu przy ul. Bydgoskiej dyżurował również pracownik Głównego Urzędu Kontroli Prasy, Publikacji i Widowisk.
W 1991 roku przestały należeć do Robotniczej Spółdzielni Wydawniczej „Prasa-Książka-Ruch”. Dziennik przeszedł na własność Spółdzielni Dziennikarsko-Wydawniczej „Oficyna Toruńska”, założonej przez pracowników gazety. W tym samym roku redakcja przeniosła się do najwyższego piętra budynku przy Szosie Lubickiej 2-18 na Jakubskim Przedmieściu. W połowie sierpnia 1997 roku redakcja przeniosła się do kupionego rok wcześniej budynku przy ul. Adama Mickiewicza 81 na Bydgoskim Przedmieściu. W 2004 roku redakcja przeniosła się do budynku przy ul. Podmurnej 31 na Starym Mieście. Ponadto redakcja wynajmowała pomieszczenia w sąsiedniej kamienicy przy ul. Mostowej 32. W styczniu 2021 roku redakcja „Nowości” mieści się w budynku przy ul. Grudziądzkiej 46/48.
Wg danych samego dziennika „Nowości”, na przełomie 2013 i 2014 zasięg gazety wyniósł ok. 65% mieszkańców Torunia.
„Nowości” nagrodzono Medalem Honorowym za zasługi dla Województwa Kujawsko-Pomorskiego (2017) oraz Medalem „Thorunium” (2018).
3 czerwca 2024 roku redaktorem naczelnym „Nowości” została Alicja Polewska-Matusewicz.
Redakcja „Nowości” wraz z czytelnikami przyznaje Złote Karety – nagrody przyznawane torunianom, którzy osiągnęli największy sukces.